# Ende (Lied)
Ende ist ein Lied der deutschen Schauspielerin und Sängerin Nina Chuba, das im Februar 2025 erschien.

## Entstehung und Veröffentlichung
Das Lied wurde von der Interpretin Nina Kaiser (Nina Chuba) selbst, zusammen mit den Koautoren Flo August, Olly Burden, Blush Davis und David Sprecher (Yeti Beats), geschrieben. August, Burden und Yeti Beats zeichneten darüber hinaus auch für die Produktion verantwortlich. Entstanden sei das Stück dabei ursprünglich mit Yeti Beats in Los Angeles. Die Musik wurde in F-Dur mit 196 Schlägen pro Minute komponiert.
Die Erstveröffentlichung von Ende erfolgte als Single am 28. Februar 2025 bei Jive Records. Diese erschien als digitaler Einzeltrack zum Download und Streaming (Katalognummer: 19687281804). Erstmals angekündigt wurde das Lied bereits am 22. Februar 2025 auf TikTok. Passend zur Ankündigung, teilte Chuba auch direkt eine Hörprobe des Liedes.

## Inhalt
Inhaltlich verarbeitet Chuba in Ende das Gefühl des Verlorenseins in einer bröckelnden Beziehung. Das Lied thematisiert emotionale Distanz, das Ringen mit Abschiedsgedanken und die schmerzhafte Erkenntnis, dass man sich in der Beziehung nicht mehr wohlfühlt.

## Musikvideo
Das dazugehörige Musikvideo entstand unter der Regie von Kitty Schumacher und feierte seine Premiere am Tag der Singleveröffentlichung auf der Videoplattform YouTube. Es zeigt zu Beginn Chuba rauchend unter einem nächtlichen Sternenhimmel sitzend. Danach führt sie in einem Restaurant eine Art Ausdruckstanz auf, der in der Zerstörung des Interieurs gipfelt. Es endet schließlich mit einer Szene, die Chuba vor einem lodernden Feuer zeigt.

## Kommerzieller Erfolg
Auf der Streamingplattform Spotify verzeichnet Ende bis August 2025 über 6,5 Millionen Aufrufe.
Chartplatzierungen
Ende avancierte in der ersten Verkaufswoche zum Charterfolg in Deutschland (Rang 36), Österreich (Rang 52) und der Schweiz (Rang 80).
| ChartsChartplatzierungen | Höchstplatzierung | Wochen |
| ------------------------ | ----------------- | ------ |
| Deutschland (GfK)        | 36 (1 Wo.)        | 1      |
| Österreich (Ö3)          | 52 (1 Wo.)        | 1      |
| Schweiz (IFPI)           | 80 (1 Wo.)        | 1      |